# Rio Gaura
O Rio Gaura é um rio da Romênia, afluente do Şimon, localizado no distrito de Braşov.